# دوري كرة القدم الغربي 1931–32
دوري كرة القدم الغربي 1931–32 (بالإنجليزية: 1931–32 Western Football League)‏ هو موسم من دوري كرة القدم الغربي ‏. فاز فيه نادي بليموث أرجايل.